# Гросостхајм
Гросостхајм (њем. Großostheim) град је у њемачкој савезној држави Баварска. Једно је од 32 општинска средишта округа Ашафенбург. Према процјени из 2010. у граду је живјело 16.353 становника. Посједује регионалну шифру (AGS) 9671122.

## Географски и демографски подаци
Гросостхајм се налази у савезној држави Баварска у округу Ашафенбург. Град се налази на надморској висини од 137 метара. Површина општине износи 44,3 km². У самом граду је, према процјени из 2010. године, живјело 16.353 становника. Просјечна густина становништва износи 369 становника/km².

## Међународна сарадња
| Мјесто      | Држава    | Врста сарадње | Од    |
| ----------- | --------- | ------------- | ----- |
| Олимпија    | Грчка     | партнерство   | 2001. |
|             | Француска | партнерство   | 1996. |
| Амоар       | Белгија   | партнерство   | 1996. |
| Карбон Блан | Француска | партнерство   | 1976. |
| Извор       |           |               |       |